# Love in Qushu 〜LinQ 第一楽章〜
『Love in Qushu 〜LinQ 第一楽章〜』（ラブ イン キュウシュウ - リンクだいいちがくしょう）は、日本の女性アイドルグループ・LinQの1stアルバム。2012年4月18日にT-Palette Recordsから発売された。

## 概要
2011年4月17日に行われたデビュー公演のセットリストが曲順通りに再現されている。なお、ボーナストラックの「桜を見上げて」は、このアルバムのために録音された新曲で、先行シングル『さくら果実/Sakura物語』に続く“サクラ3部作”の完結曲とされている。
| 形態       | 発売日        | レーベル          | 規格 | 品番      | 備考     | EANコード         |
| ---------- | ------------- | ----------------- | ---- | --------- | -------- | ----------------- |
| 初回限定盤 | 2012年4月18日 | T-Palette Records | CD   | TPRC-0015 | 12曲入り | EAN 4997184927567 |
| 通常盤     | 2012年4月18日 | T-Palette Records | CD   | TPRC-0016 | 11曲入り | EAN 4997184927574 |

## 受賞歴
| 年月日       | 賞                              | 結果           | 出典  |
| ------------ | ------------------------------- | -------------- | ----- |
| 2013年3月7日 | 第5回CDショップ大賞2013・地方賞 | 九州ブロック賞 | [ 3 ] |

## 収録曲
1. LinQ Theme
  - 作曲・編曲：SHiNTA
2. ハジメマシテ
  - 作詞：H(eichi)／作曲・編曲：SHiNTA
  - 1stシングル。
3. for you
  - 作詞・作曲：DAY.C／編曲：SHiNTA
  - 1stシングル。
4. Let's feel together
  - 作詞：Mio／作曲・編曲：SHiNTA
5. 夏magic
  - 作詞：H(eichi)／作曲：YANAGIMAN／編曲：SHiNTA
6. Fighting Girl
  - 作詞・作曲：H(eichi)／編曲：SHiNTA
  - 茉奈 佳奈の2ndシングル「Fighting Girl」のカバー。（ただし歌詞及び旋律の一部が異なる。）
7. Pretty Woman
  - 作詞：H(eichi)／作曲：YANAGIMAN／編曲：SHiNTA
8. きもち
  - 作詞・作曲：H(eichi)／編曲：SHiNTA
  - 2ndシングル。
9. さくら果実
  - 作詞：H(eichi)／作曲・編曲：SHiNTA
  - 3rdシングル。
10. なう。
  - 作詞・作曲：YASS／編曲：SHiNTA
  - 1stシングル。
11. Shining Star
  - 作詞：H(eichi)／作曲・編曲：SHiNTA
12. 桜を見上げて（bonus track）
  - 作詞・作曲：H(eichi)／編曲：SHiNTA
  - 限定盤のみのボーナストラックとなる新曲。

## クレジット
- Produced by H(eichi)
- All Arranged by SHiNTA
- All Guitar Played by Masanori Tsukamoto
  - M-4 : Additional Guitar Played by Daisuke Masuda
- Recorded, Mixed, Mastered by SHiNTA
- Recorded, Mixed, Mastered Studio : SHiNTA STUDIO、N.K.D STUDIO（日本経済大学）
- Label A&R : Katsuhito Mochizuki（TOWER RECORDS）
- Executive Producer : Ikuo Minewaki（TOWER RECORDS）、Makoto Murakami（TOWER RECORDS）

- Photograph : H(eichi)、Wato Hamasaki（Tolettariya）、chiyori、M.Daifu
- Hair&Make adviser : Tadahiko Kamura（eclat Co.,Ltd.）
- 衣装デザイン製作 : Seiji Amamoto（ALL MY LOVING）
- Coordinator : Daisuke Masuda
- Artworks&Design : Shinichi Miyamoto

- 所属 : 株式会社ジョブ・ネット
- 製作 : LinQ運営事務局